# Ibicuí
Ibicuí is een gemeente in de Braziliaanse deelstaat Bahia. De gemeente telt 16.464 inwoners (schatting 2009).